# Hugh Cairns, I conte Cairns
Hugh Cairns I conte Cairns (Down, 27 dicembre 1819 – Bournemouth, 2 aprile 1885) è stato un politico e nobile britannico, lord cancelliere durante i due governi di Benjamin Disraeli.

## Biografia
Hugh Cairns nacque nell'Irlanda del Nord il 27 dicembre 1819. Suo padre, William Cairns, era un capitano dell'esercito in congedo e discendeva da una famiglia scozzese che si era stabilita nel nord dell'Irlanda quasi due secoli prima. Hugh studiò all'accademia di Belfast e poi al Trinity College di Dublino dove si laureò nel 1838.
Nel 1844 fu chiamato a lavorare presso l'ordine degli avvocati.
Nei suoi primi anni alla Corte per l'Alta Corte di Giustizia non mostrò una particolare eloquenza e questo lo fece temere per la sua carriera.

### Carriera politica
Nel 1852 entrò nel Parlamento del Regno Unito come rappresentante per Belfast e venne, nel 1856, nominato Queen's Counsel. Due anni dopo fu creato Solicitor General, un avvocato con il compito di consigliare la corona in termini di legge, e venne anche nominato cavaliere acquisendo così il diritto di sedere presso la Camera dei comuni.
Difese Edward Law (8 settembre 1790-22 dicembre 1871) che da presidente del Board of Control (un organismo che doveva sovrintendere al funzionamento della Compagnia britannica delle Indie orientali) aveva criticato il viceré d'India Charles Canning (14 dicembre 1812 - 17 giugno 1862), ma nonostante la sua difesa Law fu costretto a rassegnare le dimissioni.
In un'altra occasione si oppose alla proposta di John Russel per la mozione della seconda lettura della Reform Bill guadagnandosi il plauso del politico Benjamin Disraeli.
Nel 1866 Edward Geoffrey Smith Stanley, XIV conte di Derby nominò Cairns procuratore generale per l'Inghilterra e il Galles.
Agli inizi del 1868 Disraeli salì al governo con il Partito Conservatore e propose Cairns come lord cancelliere. Ottenne il titolo di barone nello stesso l'anno. Nel 1869 alla morte di Derby, la guida del partito, in quel momento all'opposizione presso la Camera dei Lord, passò a Cairns. Alla Camera dei lord si oppose alle leggi che volevano avvantaggiare i cattolici e si batté a vantaggio della Chiesa d'Irlanda. Dopo un incidente con il liberale George Leveson-Gower, II conte di Granville, che mise in discussione la sua capacità di guidare il gruppo, rassegnò le proprie dimissioni, ma riprese le redini del Partito nel 1870. Quattro anni dopo i Conservatori tornarono al potere e Hugh fu ancora al fianco di Disraeli rimanendo in carica dal 1874 al 1880, anno nel quale ottenne il titolo di conte.
Quando in quell'anno i Conservatori cedettero il potere ai Liberali la guida del partito andò a Disraeli, ma questi morì un anno dopo e i membri del gruppo decisero di riaffidarne la guida a Cairns, preferendolo all'altro pretendente, Robert Gascoyne-Cecil, III marchese di Salisbury. Tuttavia la sua salute non era robusta e spesso doveva lasciare Londra per ritirarsi a Bournemouth dove morì il 2 aprile 1885.

### Famiglia
Hugh si sposò con Mary Harriet McNeill nel 1856 e da lei ebbe cinque figli, il maggiore dei quali, Arthur William (21 dicembre 1861 - 14 gennaio 1890), gli succedette al titolo di conte.